# Province de Jaime Zudáñez
La province de Jaime Zudáñez est une des 10 provinces du département de Chuquisaca, en Bolivie. Son chef-lieu est Zudáñez.
La province fut nommée en l'honneur de Jaime de Zudáñez, un des pères de l'indépendance, né à Chuquisaca en 1772.

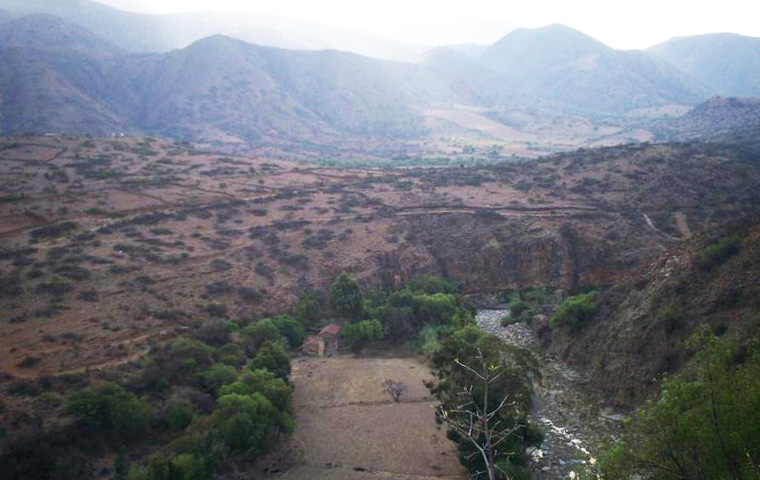
Une vallée fluviale près de Presto